# ميلارد ميتشل
ميلارد ميتشل (بالإنجليزية: Millard Mitchell)‏، (ولد: 14 أغسطس 1903 – توفي: 13 أكتوبر 1953)، هو ممثل أمريكي راحل. ظهر في حوالي ثلاثين فيلم ومسلسلين. فاز في عام 1952 بجائزة غولدن غلوب لأفضل ممثل مساعد عن دوره في فيلم إداناتي الستة.

## روابط خارجية
- ميلارد ميتشل على موقع IMDb (الإنجليزية)
- ميلارد ميتشل على موقع الموسوعة البريطانية (الإنجليزية)
- ميلارد ميتشل على موقع ألو سيني (الفرنسية)
- ميلارد ميتشل على موقع ميوزك برينز (الإنجليزية)
- ميلارد ميتشل على موقع أول موفي (الإنجليزية)
- ميلارد ميتشل على موقع قاعدة بيانات برودواي على الإنترنت (الإنجليزية)
- ميلارد ميتشل على موقع قاعدة بيانات الأفلام السويدية (السويدية)
- ميلارد ميتشل على موقع إن إن دي بي (الإنجليزية)
- ميلارد ميتشل على موقع قاعدة بيانات الفيلم (الإنجليزية)
- ميلارد ميتشل على موقع كينوبويسك (الروسية)